# Atletica leggera ai Giochi della XVII Olimpiade - 100 metri piani femminili

Wilma Rudolph

La competizione dei 100 metri piani femminili di atletica leggera ai Giochi della XVII Olimpiade si è disputata nei giorni 1º e 2 settembre 1960 allo Stadio Olimpico di Roma

## L'eccellenza mondiale
| Campionessa olimpica 1956 | 11"5     | Betty Cuthbert     | Presente  |
| Primatista mondiale       | 11"3 '55 | Shirley Strickland | Rit. 1956 |
| Camp.ssa europea 1958     | 11"7     | Heather Armitage   | Rit. 1958 |
| Vincitrice dei Trials USA | 11"5     | Wilma Rudolph      | Presente  |

## La gara
In batteria l'americana Wilma Rudolph eguaglia il record olimpico (11"5), tempo che ripete anche nei Quarti di finale. Nella terza serie dei Quarti viene inaspettatamente eliminata la campionessa olimpica Betty Cuthbert.

Il giorno dopo, in semifinale, la Rudolph fa ancora meglio: 11"3 (11"41), record mondiale eguagliato. Diventa la grande favorita per il titolo.

In finale domina con un sensazionale 11"0, che però è viziato dal vento oltre il limite e quindi non vale come primato del mondo.

## Risultati

### Turni eliminatori
| 7 Batterie         | 1º settembre | 31 partenti   | Si qualificano le prime 4. |
| 4 Quarti di finale | 1º settembre | 7 + 7 + 7 + 7 | Si qualificano le prime 3. |
| 2 Semifinali       | 2 settembre  | 6 + 6         | Si qualificano le prime 3. |
| Finale             | 2 settembre  | 6 concorrenti |                            |

### Batterie
| Pos. | Atleta           | Nazione       | Tempo Ufficiale | Tempo Ufficioso |
| ---- | ---------------- | ------------- | --------------- | --------------- |
| 1    | Giuseppina Leone | Italia        | 11"7            | 11"87           |
| 2    | Barbara Jones    | Stati Uniti   | 11"8            | 11"91           |
| 3    | Eleanor Haslam   | Canada        | 12"0            | 12"21           |
| 4    | Elizabeth Jenner | Gran Bretagna | 12"2            | 12"39           |

| Pos. | Atleta          | Nazione   | Tempo Ufficiale | Tempo Ufficioso |
| ---- | --------------- | --------- | --------------- | --------------- |
| 1    | Patricia Duggan | Australia | 11"9            | 12"18           |
| 2    | Mona Sulaiman   | Filippine | 12"1            | 12"40           |
| 3    | Vivi Markussen  | Danimarca | 12"2            | 12"53           |
| 4    | Nancy Lewington | Canada    | 12"4            | 12"67           |

| Pos. | Atleta          | Nazione          | Tempo Ufficiale | Tempo Ufficioso |
| ---- | --------------- | ---------------- | --------------- | --------------- |
| 1    | Marija Itkina   | Unione Sovietica | 11"7            | 11"83           |
| 2    | Marlene Mathews | Australia        | 12"0            | 12"10           |
| 3    | Olga Šikovec    | Jugoslavia       | 12"1            | 12"24           |
| 4    | Carlota Gooden  | Panama           | 12"2            | 12"36           |

| Pos. | Atleta             | Nazione       | Tempo Ufficiale | Tempo Ufficioso |
| ---- | ------------------ | ------------- | --------------- | --------------- |
| 1    | Jennifer Ann Smart | Gran Bretagna | 11"9            | 12"04           |
| 2    | Betty Cuthbert     | Australia     | 12"1            | 12"21           |
| 3    | Valerie Morgana    | Nuova Zelanda | 12"5            | 12"61           |
| 4    | Snezhana Kerkova   | Bulgaria      | 12"6            | 12"66           |

| Pos. | Atleta         | Nazione       | Tempo Ufficiale | Tempo Ufficioso |
| ---- | -------------- | ------------- | --------------- | --------------- |
| 1    | Dorothy Hyman  | Gran Bretagna | 11"8            | 11"98           |
| 2    | Gisela Köhler  | Germania      | 12"2            | 12"31           |
| 3    | Jean Holmes    | Panama        | 12"4            | 12"52           |
| 4    | Valerie Jerome | Canada        | 12"5            | 12"58           |
| 5    | Maeve Kyle     | Irlanda       | 12"5            | 12"59           |
| 6    | Ilana Adir     | Israele       | 12"9            | 13"04           |

| Pos. | Atleta                | Nazione     | Tempo Ufficiale | Tempo Ufficioso |
| ---- | --------------------- | ----------- | --------------- | --------------- |
| 1    | Wilma Rudolph         | Stati Uniti | 11"5            | 11"65           |
| 2    | Catherine Capdevielle | Francia     | 11"8            | 11"94           |
| 3    | Halina Górecka        | Polonia     | 12"0            | 12"13           |
| 4    | Hannelore Raepke      | Germania    | 12"3            | 12"45           |

| Pos. | Atleta            | Nazione          | Tempo Ufficiale | Tempo Ufficioso |
| ---- | ----------------- | ---------------- | --------------- | --------------- |
| 1    | Vera Krepkina     | Unione Sovietica | 11"8            | 11"97           |
| 2    | Brunhilde Hendrix | Germania         | 11"8            | 11"99           |
| 3    | Teresa Ciepły     | Polonia          | 12"1            | 12"25           |
| 4    | Martha Hudson     | Stati Uniti      | 12"2            | 12"33           |
| 5    | Aycan Önel        | Turchia          | 13"4            | 13"59           |

### Quarti di finale
| Pos. | Atleta          | Nazione          | Tempo Ufficiale | Tempo Ufficioso |
| ---- | --------------- | ---------------- | --------------- | --------------- |
| 1    | Wilma Rudolph   | Stati Uniti      | 11"5            | 11"70           |
| 2    | Vera Krepkina   | Unione Sovietica | 12"0            | 12"14           |
| 3    | Marlene Mathews | Australia        | 12"1            | 12"25           |
| 4    | Gisela Köhler   | Germania         | 12"1            | 12"26           |
| 5    | Eleanor Haslam  | Canada           | 12"3            | 12"46           |
| 6    | Mona Sulaiman   | Filippine        | 12"4            | 12"54           |
| 7    | Valerie Morgana | Nuova Zelanda    | 12"5            | 12"66           |

| Pos. | Atleta            | Nazione          | Tempo Ufficiale | Tempo Ufficioso |
| ---- | ----------------- | ---------------- | --------------- | --------------- |
| 1    | Marija Itkina     | Unione Sovietica | 11"7            | 11"88           |
| 2    | Brunhilde Hendrix | Germania         | 11"9            | 12"02           |
| 3    | Halina Górecka    | Polonia          | 11"9            | 12"10           |
| 4    | Patricia Duggan   | Australia        | 12"2            | 12"32           |
| 5    | Jean Holmes       | Panama           | 12"3            | 12"39           |
| 6    | Elizabeth Jenner  | Gran Bretagna    | 12"4            | 12"50           |
| 7    | Snezhana Kerkova  | Bulgaria         | 12"7            | 12"80           |

| Pos. | Atleta                | Nazione       | Tempo Ufficiale | Tempo Ufficioso |
| ---- | --------------------- | ------------- | --------------- | --------------- |
| 1    | Giuseppina Leone      | Italia        | 12"0            | 12"11           |
| 2    | Catherine Capdevielle | Francia       | 12"0            | 12"16           |
| 3    | Jennifer Ann Smart    | Gran Bretagna | 12"0            | 12"17           |
| 4    | Martha Hudson         | Stati Uniti   | 12"2            | 12"30           |
| 5    | Olga Šikovec          | Jugoslavia    | 12"5            | 12"61           |
| 6    | Carlota Gooden        | Panama        | 12"6            | 12"70           |
| 7    | Nancy Lewington       | Canada        | 13"1            | 13"23           |

| Pos. | Atleta           | Nazione       | Tempo Ufficiale | Tempo Ufficioso |
| ---- | ---------------- | ------------- | --------------- | --------------- |
| 1    | Dorothy Hyman    | Gran Bretagna | 11"6            | 11"77           |
| 2    | Barbara Jones    | Stati Uniti   | 11"9            | 12"02           |
| 3    | Teresa Ciepły    | Polonia       | 12"0            | 12"14           |
| 4    | Betty Cuthbert   | Australia     | 12"0            | 12"18           |
| 5    | Valerie Jerome   | Canada        | 12"4            | 12"50           |
| 6    | Vivi Markussen   | Danimarca     | 12"4            | 12"56           |
| -    | Hannelore Raepke | Germania      | NP              | NP              |

### Semifinali
| Pos. | Atleta             | Nazione          | Tempo Ufficiale | Tempo Ufficioso |
| ---- | ------------------ | ---------------- | --------------- | --------------- |
| 1    | Wilma Rudolph      | Stati Uniti      | 11"3            | 11"41           |
| 2    | Giuseppina Leone   | Italia           | 11"6            | 11"71           |
| 3    | Jennifer Ann Smart | Gran Bretagna    | 11"8            | 11"89           |
| 4    | Halina Górecka     | Polonia          | 11"8            | 11"93           |
| 5    | Brunhilde Hendrix  | Germania         | 11"9            | 11"99           |
| 6    | Vera Krepkina      | Unione Sovietica | 12"0            | 12"08           |

| Pos. | Atleta                | Nazione          | Tempo Ufficiale | Tempo Ufficioso |
| ---- | --------------------- | ---------------- | --------------- | --------------- |
| 1    | Dorothy Hyman         | Gran Bretagna    | 11"5            | 11"65           |
| 2    | Marija Itkina         | Unione Sovietica | 11"7            | 11"78           |
| 3    | Catherine Capdevielle | Francia          | 11"7            | 11"82           |
| 4    | Barbara Jones         | Stati Uniti      | 11"7            | 11"84           |
| 5    | Teresa Ciepły         | Polonia          | 11"9            | 12"05           |
| 6    | Marlene Mathews       | Australia        | 11"9            | 12"05           |

### Finale
| Pos.    | Corsia | Atleta                | Età | Nazione          | Tempo Ufficiale | Tempo Ufficioso |
| ------- | ------ | --------------------- | --- | ---------------- | --------------- | --------------- |
| Oro     | 1      | Wilma Rudolph         | 20  | Stati Uniti      | 11"0 v          | 11"18 v         |
| Argento | 4      | Dorothy Hyman         | 19  | Gran Bretagna    | 11"3 v          | 11"43 v         |
| Bronzo  | 2      | Giuseppina Leone      | 25  | Italia           | 11"3 v          | 11"48 v         |
| 4       | 5      | Marija Itkina         | 28  | Unione Sovietica | 11"4 v          | 11"54 v         |
| 5       | 6      | Catherine Capdevielle | 21  | Francia          | 11"5 v          | 11"64 v         |
| 6       | 3      | Jennifer Ann Smart    | 17  | Gran Bretagna    | 11"6 v          | 11"72 v         |